# Lostprophets
Lostprophets fue una banda de rock formada en 1997 en Gales. Su primer álbum, The Fake Sound Of Progress, se grabó inicialmente en Inglaterra con el sello independiente Visible Noise, para luego remasterizarlo en Estados Unidos la gigante Columbia Records, aunque la banda siguió con su primera discográfica. Lanzaron su álbum Start Something en el año 2004, obteniendo gran éxito comercial, lanzaron Liberation Transmission en el 2006 y The Betrayed en 2010. Ambos han logrado gran éxito en Europa y Estados Unidos. Lanzaron varios demos en sus primeros años, ninguno de ellos producido comercialmente. El 2 de abril de 2012 lanzaron su último disco titulado Weapons.
En diciembre de 2012, su cantante, Ian Watkins, fue acusado y posteriormente condenado por múltiples casos de abuso sexual infantil, pedofilia y zoofilia. Recibió una condena de 35 años de prisión. En 2013, los miembros restantes de la banda anunciaron su separación y dijeron que darían origen a una nueva banda, llamada No Devotion.

## Historia

### Primeros años (1997–2000)
Lostprophets se forma en la ciudad galesa de Pontypridd, cerca de Cardiff, la capital del país Gales, en 1997. Formada con la separación de la banda hardcore Public Disturbance, en donde Ian Watkins era bateristay Mike Lewis, su antiguo guitarrista. Con Watkins tomando el control de las vocesy Lewis en el bajo, la banda incorpora al en ese entonces guitarrista Mike Chiplin, quien luego se haría cargo de la bateríay al guitarrista Lee Gaze. La banda toma su nombre del título de un concierto no oficial de Duran Duran, del año 1988, llamado "Lost Prophets", realizado en Italia. En esos tiempos, la banda se hacía llamar Lost Prophets, antes que finalmente se mantuviera todo en una palabra.
Lostprophets comenzó como parte de la escena nu metal del sur de Gales, haciendo conciertos en tal ciudady luego, comenzaron a hacer tocatas por todo Reino Unido.
Durante esta época la banda lanzó tres demos. El primero de ellos fue el demo Here Comes The Party el año 1997, con un sonido aún no muy definido, contiene rasgos de canciones hip-hop, Ian Watkins rapeando y hasta rasgos de ska en algunas pistas. Al refinar su sonido, el rapeo se dejó de lado, aunque la influencia hip hop siguió siendo evidente. Luego, lanzaron Here Comes the Party, en 1998, y The Fake Sound Of Progress en 1999. Varias canciones de este demo se remasterizaron en su álbum debut, incluyendo la pista que da nombre al álbum y "Moac Supreme", que se convertiría en un demo de "A Thousand Apologies".
Estos demos llamaron la atención de la revista británica de rock Kerrang!, que les ofreció hacer una tocata en Londres, que sin duda los dio más a conocer. Luego, Visible Noise les ofreció la oportunidad de grabar un sencillo. La banda trabajó durante 1999 en su nuevo material con Stuart Richardson, que se unió como bajista, por lo que Mike Lewis pasó a ser guitarrista.

### The Fake Sound of Progress(2000–2002)
En febrero de 2000 firman con la discográfica Visible Noise. Su primer álbum thefakesoundofprogress es editado por la discográfica en julio de ese mismo año. Grabado en menos de 2 semanas el álbum tiene influencias de un gran espectro. Indiscutible es la influencia del álbum The Shape Of Punk To Come de Refused que fue editado un año antes de que la banda empezara a trabajar en el material para su álbum debut. Poco tiempo después de la conclusión del mismo, Jamie Oliver se unió a la banda.
thefakesoundofprogress incorpora muchas referencias a la cultura pop de los 80. Además de la referencia a Duran Duran en el nombre del grupo, está presente una imagen de Venger (personaje de la serie de dibujos animados Dungeons & Dragons) en las notas del álbum y títulos de canciones como Shinobi Vs. Dragon Ninja y Kobrakai. La primera mezcla los videojuegos Shinobi y Bad Dudes Vs. Dragon Ninja, mientras que la segunda es una escritura alternativa de "Cobra Kai", el dojo de karate de la película Karate Kid, así como referencias a la serie animada japonesa Macross.
Q Prime management, que representa a artistas como Red Hot Chili Peppers y Metallica, asesoró a la banda en su relación con las discográficas que pretendían hacerse con los servicios del grupo. Finalmente la banda firmó con Columbia Records, filial de Sony Records, aunque en Gran Bretaña sus discos seguirán siendo editados por Visible Noise.
Para la reedición de su debut con Visible Noise, la banda trabajó con el productor Michael Barbieroy la nueva edición de thefakesoundofprogress vio la luz en octubre del 2002. El álbum está dedicado a Steve Cookson, un fan que murió en un accidente de tráfico mientras se dirigía a un concierto de Lostprophets.
Durante este periodo, Lostprophets ganó gran reputación en directo como teloneros de grupos tan populares como Linkin Park, Deftones y Taproot, además de por actuaciones propias. También tomo parte en el exitoso Nu-Titans tour con Defenestration y otras bandas de metal de Gran Bretaña de la época.
Con posterioridad la banda formó parte del Ozzfest, participó en Glastonbury y los festivales de Reading y Leeds. Tuvieron gran cantidad de apariciones en la televisión británica en programas como Top Of The Pops, CD:UK y Never Mind The Buzzcocks. También formaron parte del NME Awards tour del 2002.

### Start Something(2003–2004)
Después de que la larga gira de thefakesoundofprogress terminara, el grupo se tomó un descanso antes de empezar a escribir nuevo material en los Frontline Studios de Caerphilly, Gales. El periodo de grabación duró desde marzo a septiembre del 2003 en el Bigfoot Studio de Los Ángeles, para ello contaron con el productor Eric Valentine. Valentine había producido álbumes con anterioridad para grupos como Queens Of The Stone Age y Good Charlotte.
La primera canción en sonar fue "Burn Burn", ya que el videoclip se emitía frecuentemente en canales vía satélite como MTV2, Kerrang! TV y Scuzz en Gran Bretaña. Se le ha visto parecido con las canciones "Mother Mary" de Far y con la línea vocal de la canción "Killer" de Adamski.
El sencillo se publicó el 3 de noviembre de 2003. Aunque estaba previsto que la publicación del álbum le siguiera poco tiempo después, fue sufriendo varios retrasos, lo que obligó a posponer un tour por Gran Bretaña. El grupo reubicó todos los conciertos cancelados excepto su aparición programada en los festivales de Reading y Leeds, ya que cumplir tales compromisos hubiera significado dejar a medias la grabación del álbum.
Finalmente, el disco se editó en Gran Bretaña el 2 de febrero de 2004. Resultó un éxito comercial; alcanzó el número 4 en las listas de éxito británicas. La crítica de las revistas musicales fue buena, aunque tuvo un tibio recibimiento por parte de revistas de rock como Kerrang!, Metal Hammer y Rock Sound.
Para la promoción del disco comenzaron una gira por Norteamérica, Europa y Australia como parte del festival Big Day Out.
"Last Train Home" fue elegido como segundo sencillo y se colocó como número uno en la lista estadounidense Modern Rock Tracks durante una semana, alcanzando también la posición número ocho en las listas británicas.
La gira posterior al disco culminó en un concierto el 21 de noviembre de 2004 en el Cardiff International Arena, donde se agotaron las entradas.
Se eligieron tres canciones del álbum para componer música de videojuegos, como "To Hell We Ride" para el juego Need for Speed: Underground, "Last Train Home" para el juego NFL Street y "Burn, Burn" para el juego Fifa 2004, ambos de EA Games.
La canción que da título al álbum, "Start Something", se usó en la promoción de la película Annapolis de 2006.

### Liberation Transmission(2006–2007)
El 19 de junio de 2005, el fundador, Mike Chiplin, dejó la banda para seguir otros propósitos y se unió a una banda llamada "The Unsung" y abrió su propio estudio de grabación para bandas novatas. Los demás miembros empezaron a trabajar en su siguiente álbum. Debido al tiempo transcurrido entre thefakesoundofprogress y Start Something, decidieron tratar de sacar el próximo álbum lo más rápido posible, aunque al final el tiempo tomado para producirlo fue similar al de con Start Something.
Con Start Something, la banda escribió y grabó demos para el álbum (con Ian Watkins como batería) en un estudio de grabación en Inglaterra antes de completarlo en América.
Liberation Transmission se grabó en Hawái y fue producido por Bob Rock. El baterista fue Josh Freese (de The Vandals y A Perfect Circle), que grabó 10 de las 12 pistas para el álbum (Ilan Rubin grabó Everybody's Screaming y For All These Times Son, For All These Times).
El álbum se lanzó el 26 de junio de 2006 en Inglaterra y un día después en EUA. Fue su primer álbum en alcanzar el primer lugar del chart británico. Lostprophets ha dicho que se inspiraron en bandas como The Cure, en donde han adquirido un sonido más contemporáneo. Aunque han dicho que con este álbum se han vuelto más comerciales, es verdad que nunca han negado (especialmente Ian) su atracción por las grandes bandas pop de los 80, como Duran Duran e INXS, a los cuales les han hecho covers de sus canciones. También han dicho que se debe tener verdadero talento para hacer buena música pop y hacer canciones que a la gente le guste y no les parezcan desechables. En el MySpace de la banda se ha notado su evolución sonora, pasando a definirse como una banda de rock, música alternativa y New Wave.
La revista británica Kerrang!, en sus premios Kerrang! Awards del año 2006, concedió a Lostprophets el premio "Mejor Álbum" y "Mejor Banda Británica", este último el año 2007 por segunda vez consecutiva.
La WWE usó su sencillo Rooftops en un vídeo promocional del luchador Jeff Hardy durante su pelea con Randy Orton a principios de 2008.

### The Betrayed(2007-2011)
El álbum lo estaba escribiendo y grabando John Feldmann (Goldfinger, The Used, Story of the Year) en Los Ángeles (Estados Unidos), pero entre problemas y aplazos acabaron por cambiar de idea y producirlo ellos mismos junto a Bob Rock (exitoso productor de Metallica entre otros), con el que ya habían lanzado Liberation Transmission. The Betrayed concluyó su grabación en julio de 2009. Ian dijo que este álbum será diferente al anterior, ya que se habían desprendido de su lado más "pop", por lo que el nuevo álbum sería más "oscuro".
En sus presentaciones en vivo han interpretado algunos temas nuevos, los cuales están abocados a incluirse en el disco. En un principio, el disco debió salir a la luz en el 2007, pero unos problemas con su productora y su disconformidad por el material que el álbum ofrecería, decidieron posponer su lanzamiento, hasta enero del 2010, según ha confirmado la banda inglesa. Los nombres definitivos de las canciones fueron "It's Not The End Of The World But I Can See It From Here" (anunciado como primer sencillo), "Where We Belong" (anunciado como segundo sencillo), "Dstryr / Dstryr", "Next Stop Atro City", "A Better Nothing", "Streets Of Nowhere", "Dirty Little Heart", "Darkest Blue", "If It Wasn't For Hate We'd Be Dead By Now", "For He's A Jolly Good Felon" (tercer sencillo) y "The Light That Burns Twice as Bright..." según confirmó la propia banda. Además, en la versión japonesa del disco se incluirán dos canciones adicionales, "Sunshine" y "AC Ricochet".
A principios de 2009, el batería Ilan Rubin dejó la banda para unirse a Nine Inch Nails. Lo sustituyó Luke Johnson.
El álbum se lanzó el 18 de enero de 2010 en Europa y América.

### Weapons(2012–2013)
El 5 de enero el grupo anuncia que su quinto álbum, "Weapons", saldría a la luz el 2 de abril de 2012. Igualmente, el 6 de enero, tras escucharse por primera vez en el programa de radio de Zane Lowe, se podrá descargar por su Facebook la primera canción del disco, "Better Off Dead", de manera gratuita.
El 9 de marzo, el primer sencillo, Bring 'Em Down, se lanzó en YouTube.
El 2 de abril, Weapons vio la luz en Europa, con un estilo que vuelve al sonido de Liberation Transmission, especialmente las 8 canciones de las 10 del disco que aún no se habían descubierto: We Bring An Arsenal, Another Shot, Jesus Walks, A Song For Where I'm From, A Little Reminder That I'll Never Forget, Heart On Loan, Somedays y Can't Get Enough.
En la edición Deluxe de Weapons, se incluyen tres canciones de "garage session", The Dead, Save Yourselfy If You Don't Stand For Something You'll Fall For Anything; la demo de Another Shot; y un remix de Bring 'Em Down hecho por Russell Lissack, guitarrista de Bloc Party.
El 19 de diciembre de 2012, Ian Watkins fue acusado de varios delitos sexuales contra menores. Watkins niega los cargos. Los otros miembros del grupo publicaron un mensaje en su página oficial diciendo que estaban en shock y conociendo los detalles de la investigación a la vez que el público, concluyendo que "es un momento difícil para nosotros y nuestras familias y queremos agradecer a nuestros fans por su apoyo al buscar respuestas".

### Separación (2013)
El 1 de octubre hacen oficial su separación después de 15 años de carrera. Al parecer, la decisión estaba tomada desde hacía tiempo, pero decidieron hacerla pública después de que Ian Watkins, frontman de Lostprophets, fuese detenido y acusado de múltiples cargos de pedofilia y abuso infantil.
En noviembre de 2013 comenzó el juicio contra Ian Watkins por trece cargos de abuso infantil, incluyendo dos intentos de violación a bebés, donde el cantante se declaró “culpable” de los cargos y reconoció ser un pedófilo, al igual que las dos mujeres que también formaban parte de las acusadas en el juicio, realizado en Gales.
El miércoles 18 de diciembre de 2013 se dio a conocer la sentencia contra Watkins: 35 años de prisión, 29 de prisión efectiva y seis de licencia y deberá tener dos tercios de la condena cumplida en pos de proceder a pedir medidas en su beneficio. La condena fue leída por el juez, que indicó que “él y sus cómplices son peligrosos para la sociedad” y que “habían alcanzado nuevos niveles de depravación“. Sus cómplices fueron condenadas a 14 y 17 años de prisión, respectivamente.
Parte de los argumentos para la condena se basaron en la “completa falta de remordimiento” de Watkins, que durante el juicio se mostró “maravillado de lo que se mencionaba en los testimonios”.

### Otros proyectos(2014–presente)
El 25 de abril de 2014, el vocalista de Thursday, Geoff Rickly, confirmó que iba a estar trabajando con los restantes miembros de la banda en su nuevo proyecto, desde la perspectiva de una etiqueta de registro a través de su propio sello, Suma Records, como productor y también unirse a ellos como vocalista. Rickly considera que su nuevo material tiene influencias de Joy Division, New Order y The Cure. Se anunció que la nueva banda se llamaría No Devotion y lanzaron su primer sencillo, "Stay", el 1 de julio de 2014.
Su álbum debut de No Devotion titulado Permanence se lanzó el 25 de septiembre de 2015.

## Miembros

### Última alineación
- Ian Watkins - voces (1997 - 2013), tornamesa en al menos una de las demos
- Lee Gaze - guitarra principal, coros (1997 - 2013)
- Mike Lewis - guitarra rítmica, coros (1998 - 2013) / bajo, coros (1997 - 1998)
- Stuart Richardson - bajo, coros (1998 - 2013)
- Jamie Oliver - segunda voz, teclados, sintetizador, samplers, DJ, programación, coros (2000 - 2013)
- Luke Johnson - batería, percusión (2009 - 2013)

### Miembros pasados
- DJ Stepzak – teclados, sintetizador, samplers, DJ, programación, coros (1999 - 2000)
- Mike Chiplin – batería, percusión (1997 - 2005)
- Ilan Rubin – batería, percusión (2005 - 2009)

Cronología

## Discografía
- Thefakesoundofprogress (2000 / 2001)
- Start Something (2004)
- Liberation Transmission (2006)
- The Betrayed (2010)
- Weapons (2012)

## Premios
| Año  | Premio          | Categoría                                     |
| 2001 | Kerrang! Awards | Mejor banda británica nueva                   |
| 2004 | Kerrang! Awards | Mejor sencillo con "Last Train Home"          |
| 2006 | Kerrang! Awards | Mejor banda británica                         |
| 2006 | Kerrang! Awards | Mejor álbum del año (Liberation Transmission) |
| 2007 | Kerrang! Awards | Mejor banda británica                         |
| 2010 | Kerrang! Awards | Escritor Clásico                              |